# مسجد شرطة جادونج
مسجد شرطة جادونج يقع المسجد في منطقة جادونج في القيادة العامة لشرطة منطقة جادونج، والتي تبعد حوالي ثمانية كيلومترات من مدينة بندر سري بكاوان عاصمة بروناي، تبلغ قدرة المسجد الاستيعابية نحو 800 مصلي قي وقت واحد، ومن بين التسهيلات المتاحة في المسجد وجود مكتبة تحتوي على العديد من الكتب.